# Siła Zbrojna Narodowa

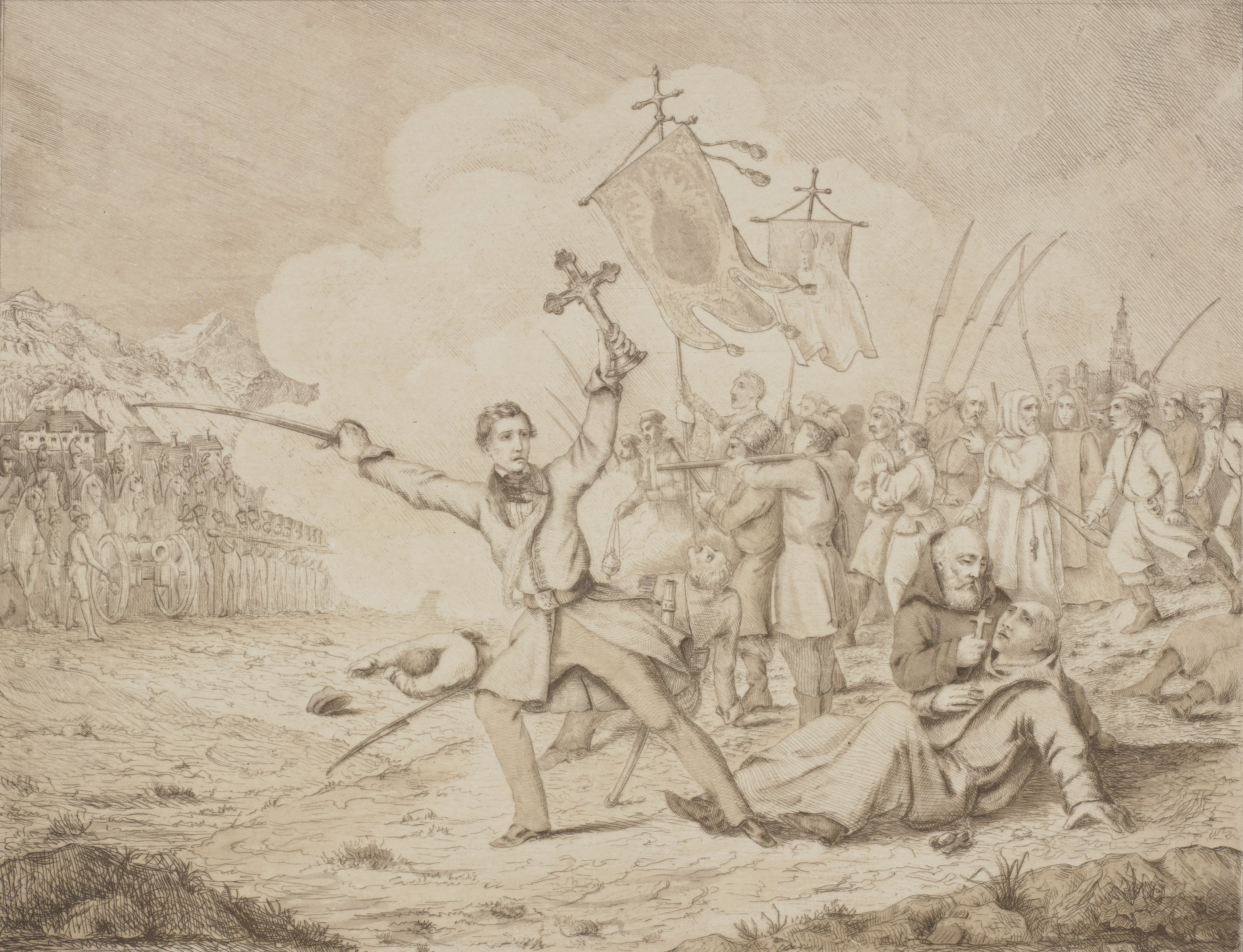
Edward Dembowski na czele procesji

Siła Zbrojna Narodowa – polskie formacje zbrojne  w okresie powstania krakowskiego 1846 roku.

## Działania Rządu Narodowego
W wyniku odwołania sygnału do rozpoczęcia powstania, 18 lutego 1846 roku liczne kadry wojskowe wróciły już znad granicy do Francji.
W związku z tym odczuwano brak doświadczonych dowódców, którzy mogliby zapewnić dowodzenie oddziałami powstańczymi na odpowiednim poziomie. Rząd Narodowy wystosował odezwę do dawnych wojskowych, żądającą stawienia się ich do dyspozycji rządu.

Pod surowością bycia uważanymi jako zdrajcy ojczyzny mają wszyscy oficerowie mieszkający w Krakowie stawić się przed Rządem Narodowym w gmachu Krzysztofory najdalej do godziny 10 rannej dnia dzisiejszego. Komendant placu to rozporządzenie pod tąż samą odpowiedzialnością natychmiast oznajmi wszystkim oficerom.

Kraków, dnia 23 lutego 1846 roku

Wezwanie nie odniosło większego skutku. Wyżsi wojskowi nie przyjmowali proponowanych im stanowisk i wymawiali się od służby wiekiem lub złym stanem zdrowia. Zgłosiło się kilku młodszych oficerów. Jeden z nich, Czerwiński został czasowo naczelnym dowódcą.

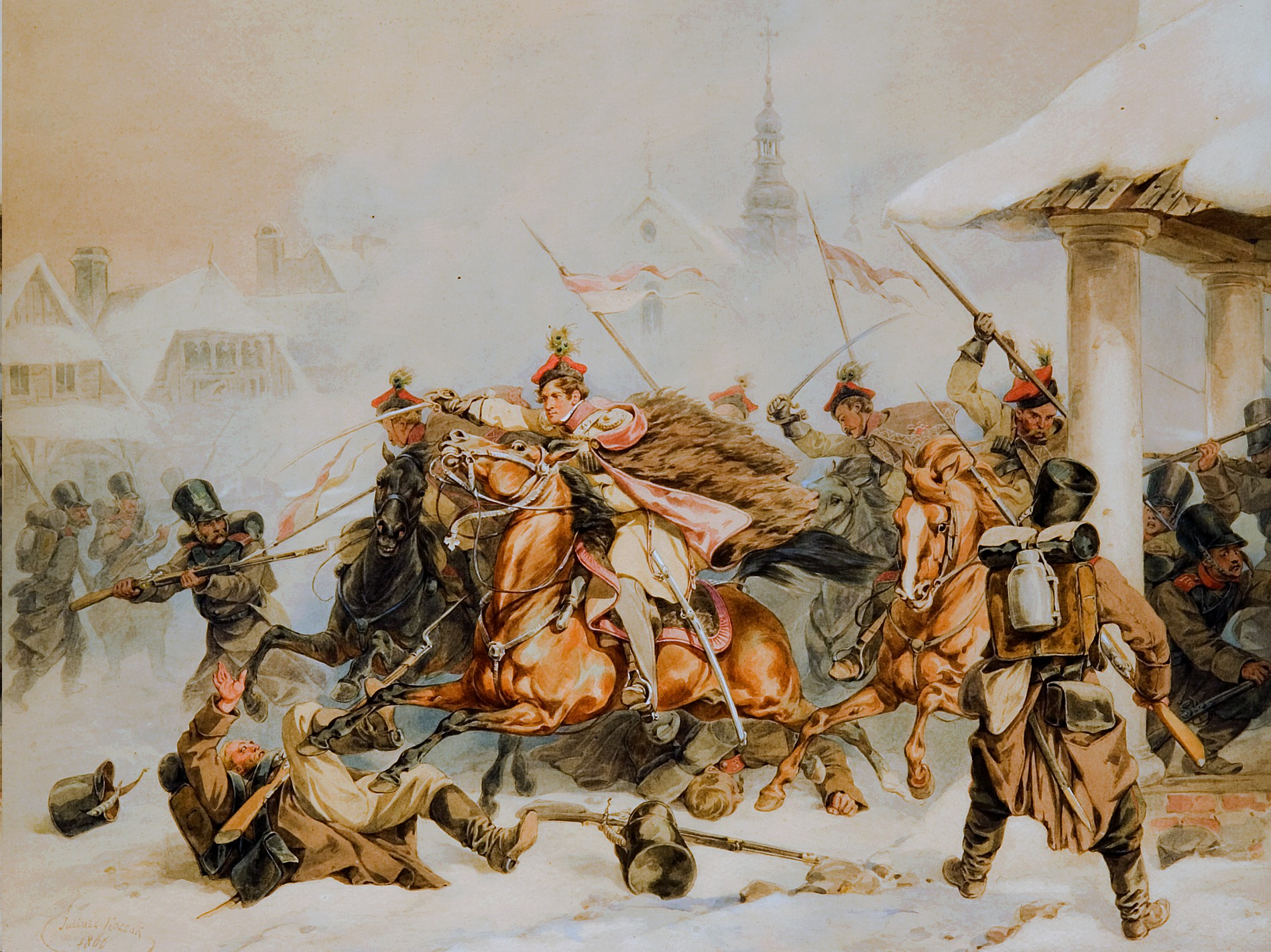
Szarża krakusów na Rosjan w Proszowicach w 1846, akwarela Juliusza Kossaka

24 lutego wkroczył do Krakowa oddział pod dowództwem  Erazma Skarżyńskiego. Dyktator powstania  mianował Skarżyńskiego naczelnym wodzem rewolucji, odwołując poprzednią nominację Czerwińskiego. powołano organizatorów powstań lokalnych. B. Uniewskiemu powierzono produkcję amunicji. Dla organizującego się wojska przeznaczono koszary na Wawelu. Piechotę formowano systemem batalionów, w skład których wchodziły kompanie kosynierów i strzelców. Inspektorem piechoty mianowano Jacentego Kochanowskiego. Jazdą, podzieloną na sześć plutonów, dowodził Kajetan Dunin-Rzuchowski.
Umundurowaniem i zaopatrzeniem wojska zajmowała się intendentura. Kuźnie w Krakowie, Krzeszowicach, Trzebini, Chrzanowie i Jaworznie przygotowywały kosy dla powstańców. Powołano do życia wojskową służbę zdrowia. Wezwano kobiety do pomocy w przygotowywaniu opatrunków. Nie dla wszystkich starczało jednak broni.

## Organizacja piechoty
Inspektorem piechoty mianowanym został setnik gwardii narodowej Jacenty Kochanowski, jego szefem sztabu: Wierciszewski. Sztab kwaterował w budynku przy ul. Brackiej i organizował przede  wszystkim  pododdziały kosynierów.

Inspektor i organizator piechoty polskiej w Krakowie
Na mocy zatwierdzenia przez wodza naczelnego do n.164 instrukcji przeze mnie przedstawionych, oznajmuję, co następuje:

1. Iż rozpoczęta została organizacja piechaty, organizacja ta batalionami uskuteczniać się będzie. […].
Kraków, d. 27 lutego 1846 r.

Kompanie kosynierskie formowali na zamku Michał Pałczyński i Władysław Iżycki. Ich skład stanowili przede wszystkim  włościanie z okręgu  miasta Krakowa.
1 batalionem kosynierów dowodził złotnik Teofil Zamojski. Oficerami batalionu byli: Tomasz Leszczyński, Poker, Gloger, Władysław Otwinowski, Ferdynand Zajączkowski, Marian Pawełkiewicz. Podoficerowie byli uzbrojeni w  strzelby myśliwskie. Byli nimi studenci: Stefan Wiśniewski, Antoni Bartosiński, Stefan Broll, Maurycy Wolff, Władysław Kaniewski, Franciszek Statkowski, Antoni Lewicki, Henisz, Odrzywolski, Ciaputowicz i inni.
Oddziały strzeleckie formowały się w pałacu biskupim z młodzieży, która zaopatrzyła się sama w broń palną. Dowodzili sekcjami strzeleckimi między innymi: Antoni Lipczyński, Alojzy Skarzyński, Rudolf Chroszczewski, aktor Borkowski, Paprocki. W pododdziałach strzeleckich służyli prawie wszyscy subiekci handlowi.
Żołd kosyniera wynosił 15 groszy dziennie. Wypłacano go na 5 dni z góry.
Ubiór piechoty stanowiła  wołoszka z szaraczkowego sukna z kołnierzem karmazynowym, konfederatką pąsową i spodnie szaraczkowe.

## Organizacja jazdy
Na inspektora jazdy powołano napoleońskiego pułkownika krakusów Kajetana Dunin-Rzuchowskiego. Jego szefem sztabu został Józef Więckowski. Sztab jazdy funkcjonował przy pałacu Wielopolskich od strony kościoła Franciszkanów, a stajnie znajdowały się pod kapucynami i w dawnych koszarach trębaczy przy ul. Grodzkiej.
Jazda podzielona była na sześć plutonów. Dowodzili nimi: Wenda, Mazaraki, Lipczyński, Pracki, Leon Skorupka i Działyński. Służyli w niej m.in. Sobolewski, Benoe, Lean Chrzanowski, Straus, Alfred Strażyński, Chwastkiewicz, Kwaśniewski i Pilecki.
Umundurowanie i uzbrojenie jazdy wzorowane było na krakusach z 1831 roku.

## Organizacja artylerii
Wodz naczelny Siły Zbrojnej Narodowej
Wzywa niniejszym wszystkich eks-wojskowych służących w artylerii, jak równie innych życzących sobie służyć w tej broni, aby się stawili w biurze inspektora artylerii na zamku dla zapisania się, a następnie dla objęcia służby.
Kraków, d. 27 lutego 1846 r.

Na czele biura artylerii i zakupu broni stał urzędnik z archiwum senatu, wcześniej oficer artylerii  z 1831 roku, Józef Dobiecki. Jego siedziba mieściła się na zamku. Kuźnią do naprawy broni kierował kapitan kompanii rzemieślniczej Kazimierz  Jaskólski. Urządzano ją w Instytucie Techniki przy ul. Gołębiej 20. Dyrektorem fabryki prochu, pocisków i naboi został mianowany pisarz sądu wyższego  Bernard Uszewski, podoficer artylerii z 1831 roku .

## Organizacja logistyki
Intendentem armii został Napoleon Ekielski. Prezesem komisji żywności mianowano ekonoma miejskiego Ratarskiego, a  członkami zostali: August Cyfrowicz, litograf Dominik Lipnicki, kupiec Józef Verderber i chirurg Antoni Kieres. Dozorcą magazynu ubiorczego, mieszczącego się w gmachu oo. Franciszkanów został Wincenty Janowski.
Profesor chirurgii Bierkowski zorganizował szpital wojskowy, otworzył w zakładzie klinicznym dla uczniów medycyny i cyrulików kurs praktyczny, urządził w swym domu przy ul. Grodzkiej biuro do składania starej bielizny, bandaży i szarpi. Wezwał plakatami rozlepianymi po mieście kupców i aptekarzy o nadsyłanie leków.

Uwiadomienie lekarskie
Stosownie do rozporządzenia władz wyższych wzywa się niniejszym wszystkich uczniów pierwszo-, drugo-, trzecio- i czwartoletnich wydziału lekarskiego, jako też wszystkich […] aby w dniu dzisiejszym o godzinie 3 po południu w Zakładzie Klinicznym w sali chirurgicznej stawić się zechcieli do zapisu […]. Wzywa się wszystkie obywatelki, przyjaciółki ludzkości, aby się jak najprędzej zatrudniły skubaniem szarpli […]. Przyjmuje się także z wdzięcznością bandaże, kompresy i wszelką starą bieliznę. Aptekarzy uprasza się o dary […]. Co wszystko z wdzięcznością przyjęte będzie.
Kraków, d. 25 lutego 1846 r.
Bierkowski